# Щоденник Карлоса Еспіноли
«Щоденник Карлоса Еспіноли» (рос. «Дневник Карлоса Эспинолы») — радянський художній фільм 1976 року режисера і сценариста Валентина Селіванова.

## Сюжет
Батько Карлоса — революціонер і борець за незалежність. Сам же Карлос (разом з дітьми багатьох інших революціонерів) живе і виховується в міжнародній школі-інтернаті. І саме ніжна дружба з однокласницею Наташею допомагає йому пережити звістку про смертний вирок батькові.

## У ролях
- Марина Мухіна — Наташа Шуміліна
- Хоссе Луїс Бельместр — Карлос Еспінола
- Карлос Сохо — Жозе
- Едіта Хуана Бланко — Марія Серра
- Сільвіо Сегаль — Луїс
- Сергій Денисов — Серьожа
- Елеонора Шашкова — Олександра Іванівна
- В'ячеслав Шалевич — директор інтернату
- Людмила Чурсіна — черниця
- Кахі Кавсадзе — Антоніо Еспінола
- Зінаїда Сорочинська — Клавдія Тихонівна
- Армен Джигарханян — текст за кадром

## Знімальна група
- Режисер і сценарист: Валентин Селіванов
- Оператор:  Володимир Сапожников
- Композитор: Олексій Рибніков
- Художник-постановник:  Віктор Власьков